# Wierzba płożąca
Wierzba płożąca (Salix repens L.) – gatunek rośliny należący do rodziny wierzbowatych. Występuje w Europie. W Polsce w stanie naturalnym występuje na całym niżu. Roślina rzadka.

## Morfologia
PokrójMały, szeroko rozpostarty krzew wysokości do 100 cm. Nie wytwarza czołgających się pod ziemią pędów.
PędyBrązowe, cienkie i nagie gałęzie, wznoszące się i zwisające na końcach. Pączki nagie, słabo zaostrzone, nieco owłosione.
LiścieWąskolancetowate, o długości 1,5–3 cm i 0,5–0,8 cm szerokości. Na spodniej stronie przylegająco jedwabiście owłosione, górą nagie, lub owłosione, czasami łysiejące. Mają krótkie ogonki, całobrzegą, płaską blaszkę z zagiętym wierzchołkiem i 4–7 niewystającymi nerwami bocznymi, przylistków zwykle brak (szybko odpadają, czasami tylko można je obserwować, są nieduże, lancetowate).
KwiatyRoślina dwupienna. Kwiaty zebrane w kotki o jedwabiście owłosionych i dwubarwnych przysadkach; górą czarniawych, dołem jasnych. Kotki żeńskie siedzące, mają jajowato-podługowaty kształt i długość 1,5–2 cm. Ich nagie słupki o rozdwojonych znamionach osadzone są na trzonku (krótszym od zalążni). Kotki męskie również mają dwubarwne przysadki. Mają okrągły, lub jajowaty kształt, są gęstokwiatowe i wyrastają na pędach niemal bez szypułki. Ich kwiaty z jednym miodnikiem mają pręciki u nasady owłosione, o wolnych nitkach i pylnikach początkowo czerwonych, w czasie dojrzewania żółtych, a po przekwitnięciu brunatnych.
OwocTorebka o klapach spiralnie odwiniętych na zewnątrz.

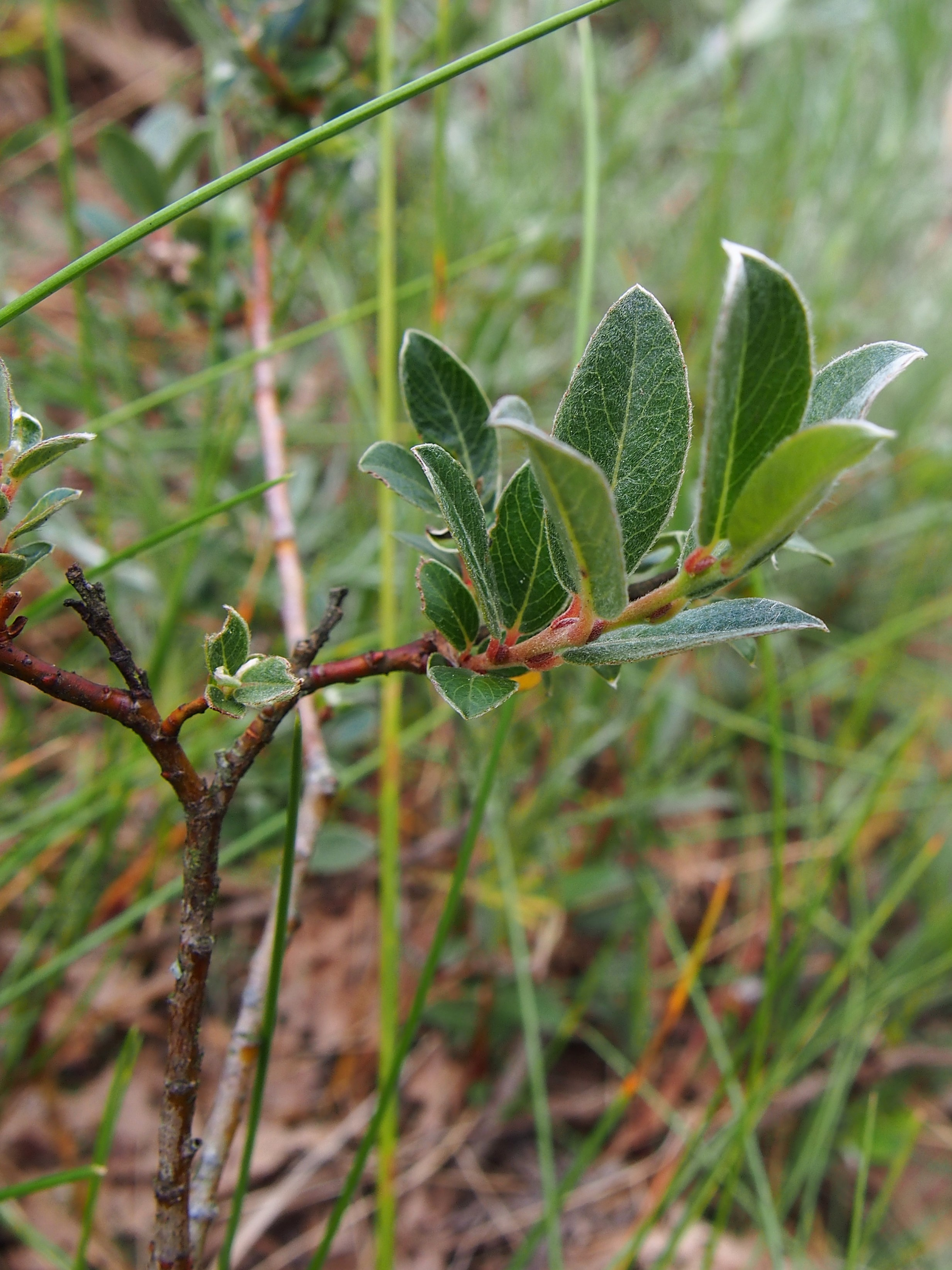
Liście
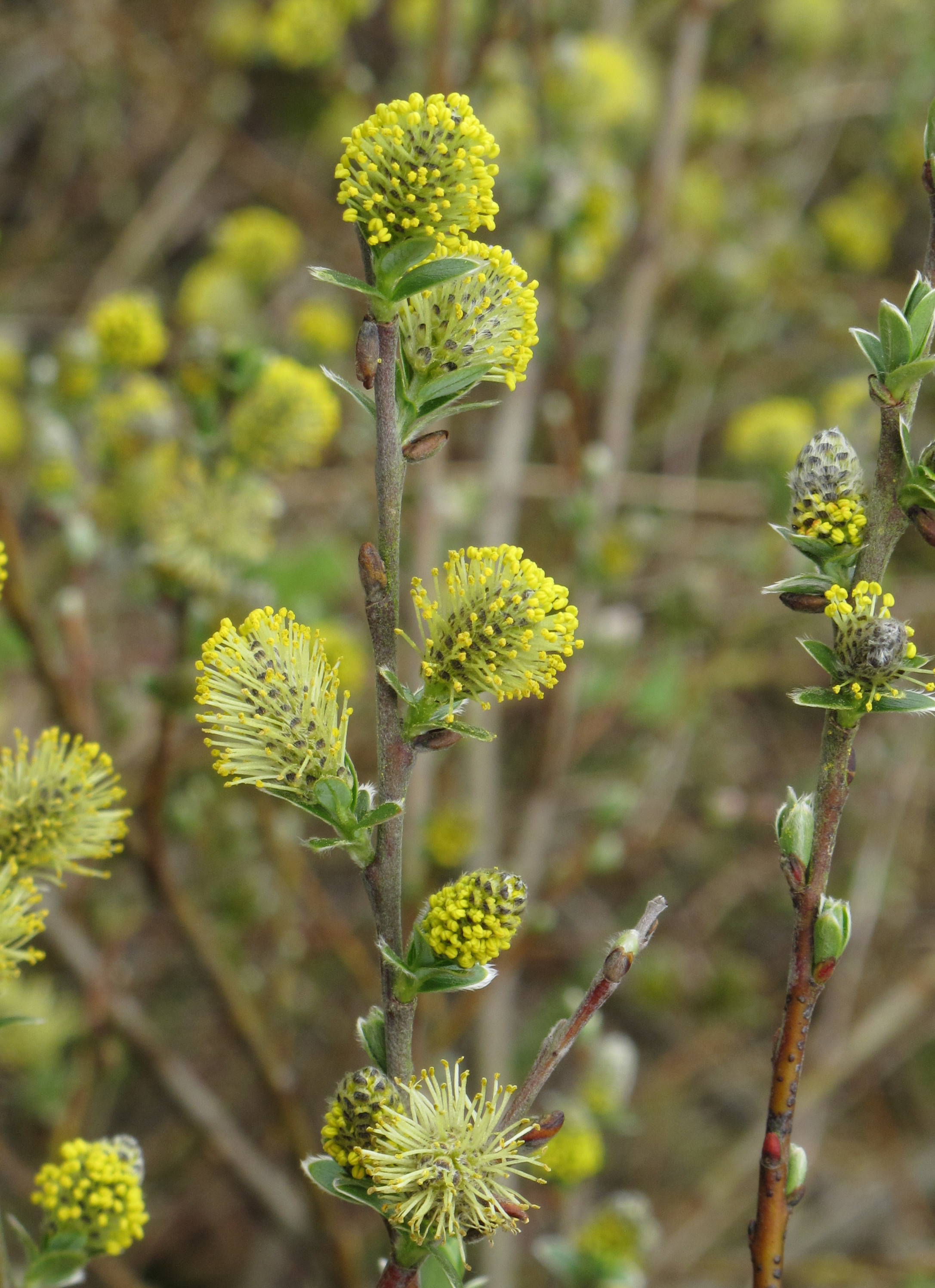
Kwiaty męskie
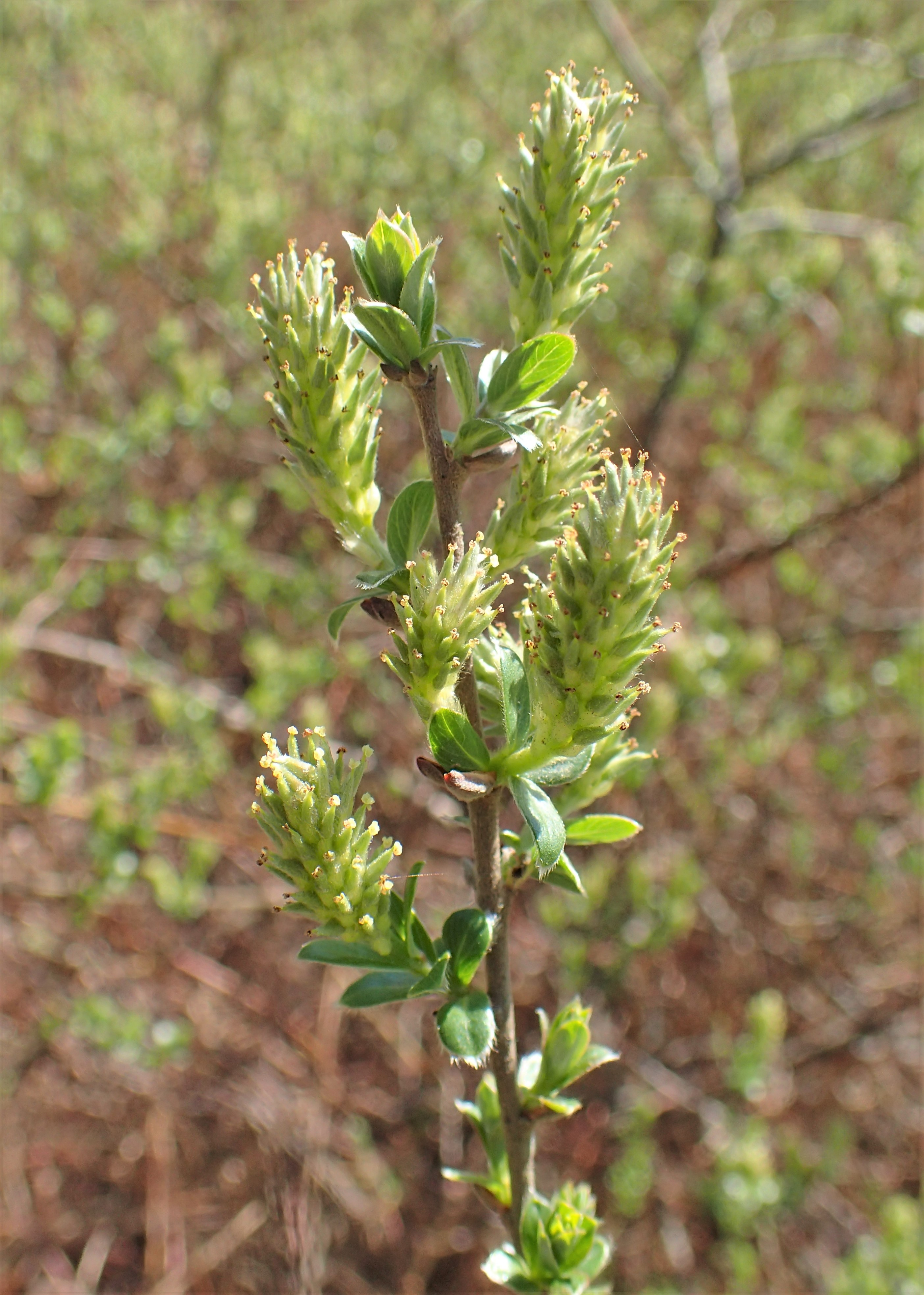
Kwiaty żeńskie
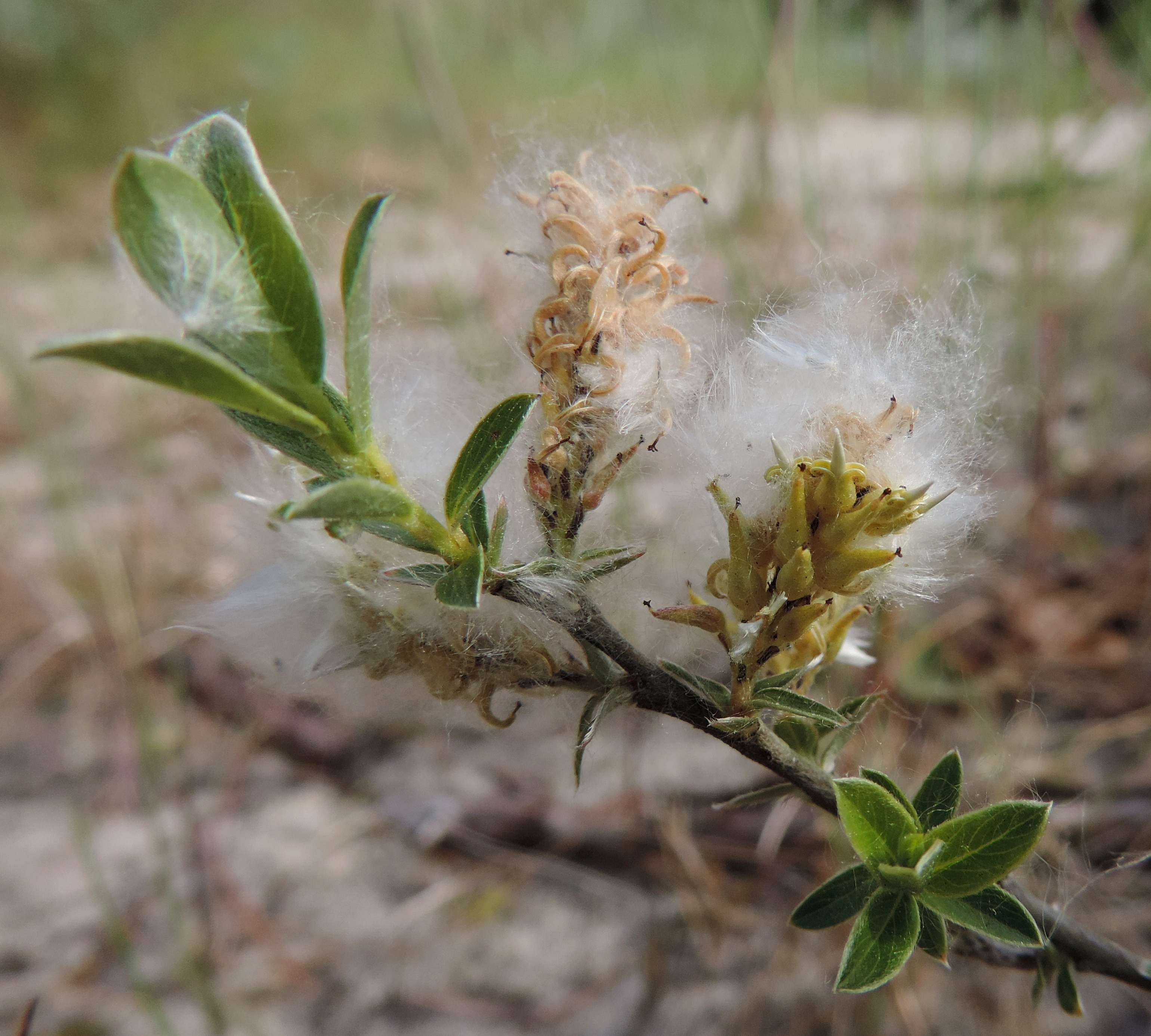
Owoce (wierzba płożąca piaskowa)

## Biologia i ekologia
- Rozwój: roślina wieloletnia, chamefit lub fanerofit. Kwitnie od kwietnia do maja, jest rośliną owadopylną i miododajną. Nasiona rozsiewane przez wiatr.
- Siedlisko: wilgotne łąki, torfowiska, wrzosowiska.

## Systematyka i zmienność
- Podgatunki według Krytycznej listy roślin naczyniowych Polski[3]:
  - wierzba płożąca typowa (Salix repens L.subsp. repens)
  - wierzba płożąca piaskowa (Salix repens L.subsp. arenaria (L.) Ser.)
  - wierzba rokita (Salix repens L. subsp. rosmarinifolia (L.) Hartm.)
- Tworzy mieszańce z gatunkami: wierzba borówkolistna, w. czerniejąca, w. iwa, w. purpurowa, w. śniada, w. uszata, w. wawrzynkowa, w. wiciowa[4].

## Zastosowanie
- Roślina uprawna: uprawiana jako roślina ozdobna, szczególnie polecana jako roślina okrywowa, czasami szczepiona na pniu (na pędzie innego gatunku wierzby) jako forma pienna. Istnieją też odmiany o srebrzystych liściach.
- Sposób uprawy: nie wymaga specjalnej gleby, ani specjalnych zabiegów pielęgnacyjnych, konieczne jest jedynie systematyczne przycinanie zwieszających się pędów, by roślina zagęszczała się i ładnie wyglądała.